# Liste der Bodendenkmäler in Achslach
Auf dieser Seite sind die Bodendenkmäler in der niederbayerischen Gemeinde Achslach zusammengestellt. Diese Tabelle ist eine Teilliste der Liste der Bodendenkmäler in Bayern. Grundlage ist die Bayerische Denkmalliste, die auf Basis des Bayerischen Denkmalschutzgesetzes vom 1. Oktober 1973 erstmals erstellt wurde und seither durch das Bayerische Landesamt für Denkmalpflege geführt wird. Die folgenden Angaben ersetzen nicht die rechtsverbindliche Auskunft der Denkmalschutzbehörde.

## Bodendenkmäler in Achslach
| Lage                       | Objekt | Akten-Nr.     | Bild           |
| -------------------------- | --- | ------------- | -------------- |
| Am Kirchplatz 3 (Standort) | Untertägige Befunde des Mittelalters und der frühen Neuzeit im Bereich der katholischen Pfarrkirche St. Jakobus mit zugehörigem ummauerten Friedhof in Achslach, darunter die Spuren von Vorgängerbauten bzw. älteren Bauphasen. | D-2-7043-0045 | weitere Bilder |
| (Standort)                 | Mittelalterlich-frühneuzeitliche Hofwüstung im Bereich des Weilers Kalteck. | D-2-7043-0051 |                |
| (Standort)                 | Frühneuzeitliche Hofwüstung im Bereich der Einöde Oedwies. | D-2-7043-0054 |                |